# Maíz Blanco Gigante del Cusco
El Maíz Blanco Gigante del Cusco o Paraqay sara es una denominación de origen para la especie de maíz blanco gigante que se cultiva y produce en las provincias de Calca y Urubamba.
El principal comprador de maíz gigante del Cusco es España.
Es la segunda denominación de origen protegida, otorgada en septiembre de 2005. En el 2014 se registró en Chile la denominación de origen en el Instituto Nacional de Propiedad Industrial. A nivel internacional, el gobierno peruano registró la denominación de origen ante la Organización Mundial de la Propiedad Intelectual, conforme al Sistema de Lisboa, en mayo de 2006.